# 9 janvier 2011
Le dimanche 9 janvier 2011 est le 9e jour de l'année 2011.

## Décès
- Carlos Blanco (né le 5 mars 1928), footballeur mexicain
- Dave Sisler (né le 16 octobre 1931), joueur américain de baseball
- Gaston L'Heureux (né le 14 mai 1943), journaliste québécois
- James Acord (né le 19 octobre 1944), sculpteur américain
- Jean-Marie Villemot (né le 29 octobre 1961), auteur français de romans policiers
- Jean-Pierre Umbdenstock (né en 1950), souffleur et sculpteur sur verre français
- Juan Piquer Simón (né le 16 février 1935), cinéaste
- Nba Saghru (né le 9 décembre 1982), auteur-compositeur-interprète marocain
- Peter Yates (né le 24 juillet 1929), cinéaste
- Piergiorgio Sartore (né le 24 février 1939), footballeur italien
- Rachid Amirou (né le 18 juin 1956), sociologue français d'origine kabyle

## Événements
- Début du référendum d'autodétermination du Soudan du Sud[1].
- Aux États-Unis, un chien border collie surdoué capable d'apprendre les noms de 1 022 objets[2].
- Christine Hulne, la cavalière de 43 ans disparue depuis le 2 janvier, retrouvée morte en forêt de Rambouillet, à Milon-la-Chapelle, dans les Yvelines[3].
- Début de la série télévisée d'animation Bob's Burgers
- Création du langage de programmation Elixir
- Début de la série télévisée Episodes
- Sortie de l'épisode Faux Amis des Simpsons
- Début des Masters de snooker 2011
- Début de la série télévisée Shameless
- Début de la série télévisée The Cape
- Crash du Vol 277 Iran Air